# Diana Khubeseryan
Diana Khubeseryan, née le  5 mai 1994 à Erevan, est une sprinteuse arménienne spécialiste du 200 mètres. Elle a notamment participé aux Jeux olympiques d'été de 2016.